# Kurt Eisenblätter
Kurt Eisenblätter (* 3. Februar 1929 in Berlin; † 4. Juli 2017 in Berlin) war ein deutscher gehörloser Pantomime, Schauspieler und Regisseur.

## Leben
Mit mehr als sechzig Jahren Bühnenerfahrung gilt Kurt Eisenblätter als Legende des deutschen Gehörlosentheaters.
Von 1950 bis 1959 war er Mitglied des Deutschen Gehörlosentheaters; anschließend gründete und leitete er im Ostteil Berlins das Pantomimen-Ensemble der Gehörlosen, mit dem er einige internationale Preise erhielt und auch auf dem Weltkongress der Gehörlosen auftrat. In der DDR wurde ihm die Medaille für Verdienste im künstlerischen Volksschaffen der DDR verliehen. Eisenblätter wurde unter anderem 1981 mit dem Jean G. Deburau Preis und 2008 mit dem Kulturpreis des Deutschen Gehörlosenbundes ausgezeichnet.
Er ist auf dem Friedhof der Dorotheenstädtischen und Friedrichswerderschen Gemeinden in Berlin-Mitte bestattet.

## Filme

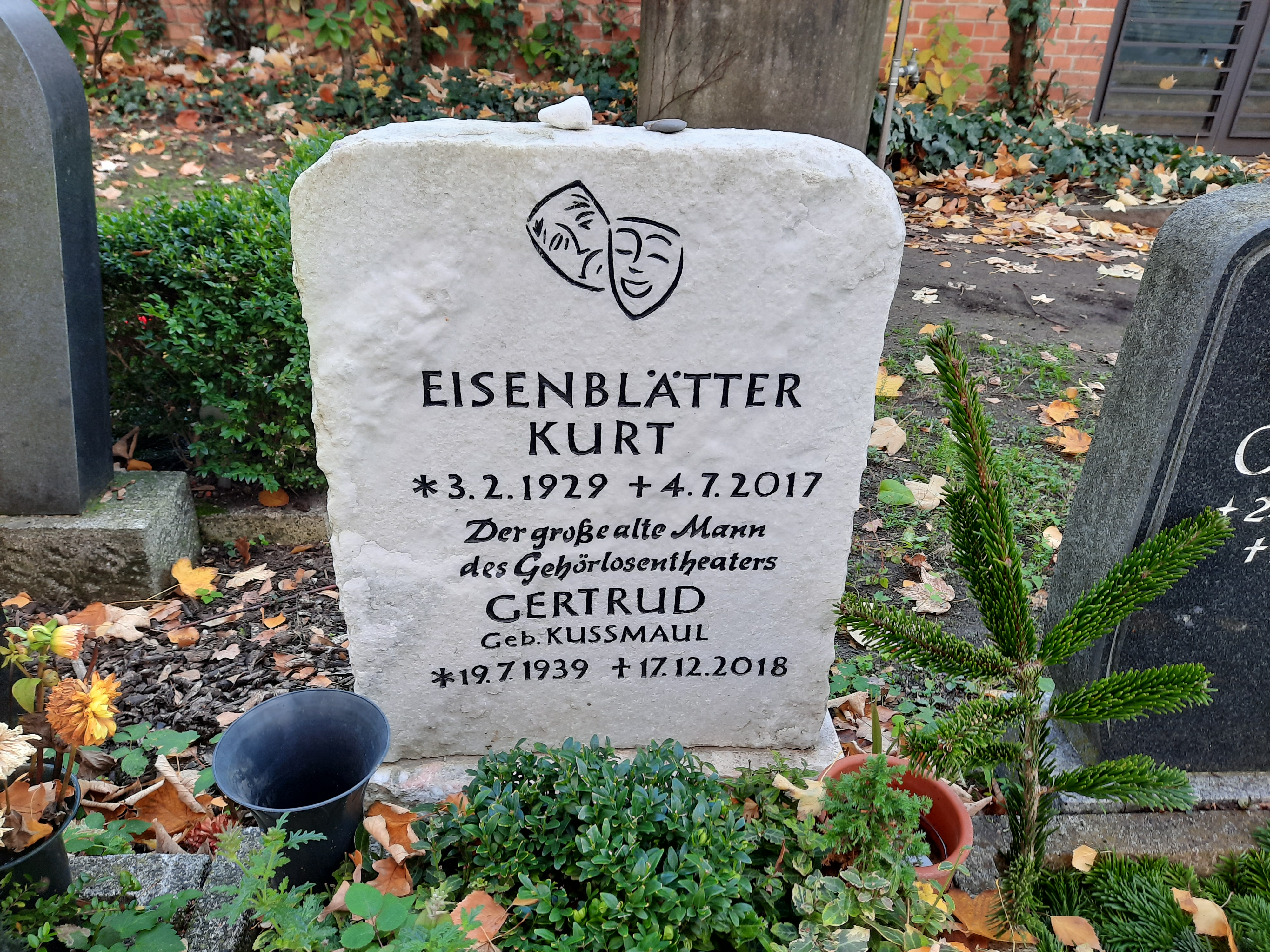
Kurt Eisenblätters Grabstein auf dem Dorotheenstädtischen Friedhof in Berlin

- Sehen statt hören, 1181. Sendung vom 29. Mai 2004, Gehörlose unter der NS-Herrschaft, Dokumentation der BBC-Sendung „See Hear“,BR 2008 in Co-Produktion mit WDR
- Sehen statt hören, 1224. Sendung vom 7. Mai 2005, Zum 60. Jahrestag des Kriegsendes, Gehörlose Zeitzeugen aus Hamburg und Berlin berichten, wie sie die letzten Monate des Zweiten Weltkriegs erlebt haben, BR 2008 in Co-Produktion mit WDR
- Sehen statt hören, 1351. Sendung vom 12. Januar 2008, Der große alte Mann des Gehörlosentheaters, Porträt des Schauspielers Kurt Eisenblätter, geboren 1929 in Berlin, BR 2008 in Co-Produktion mit WDR
- Sehen statt hören, 1382. Sendung vom 30. August 2008, Der große alte Mann des Gehörlosentheaters, Porträt des Schauspielers Kurt Eisenblätter, geboren 1929 in Berlin, Preisverleihung in Köln 4. Deutsche Kulturtage der Gehörlosen, Köln, 23. August 2008: Verleihung des Kulturpreises des Deutschen Gehörlosenbundes an Kurt Eisenblätter, den „großen alten Mann“ des Gehörlosentheaters, BR 2008 in Co-Produktion mit WDR
- Sehen statt hören, 1396. Sendung vom 13. Dezember 2008, Themen: Gehandicapt und allein erziehend: Dr. Stephania Sabel und ihr Sohn Ijan, „ALLE geHÖREN daZU“: Augsburger Studientag über Schwerhörigkeit, „Goldene Krone“ für gehörlose Künstler aus Ost und West in Leipzig, BR 2008 in Co-Produktion mit WDR